# ميلوس كوفاتشيفيتش
ميلوس كوفاتشيفيتش هو لاعب كرة قدم صربي في مركز الدفاع، ولد في 31 مارس 1991 في مدينة فرباس في صربيا. شارك مع منتخب الجبل الأسود تحت 19 سنة لكرة القدم. أما مع النوادي، فقد لعب مع نادي سودوفا ماريامبوله وهايدوك كولا.

## وصلات خارجية
- ميلوس كوفاتشيفيتش على موقع قاعدة بيانات كرة القدم.إي يو (الإنجليزية)
- ميلوس كوفاتشيفيتش على موقع Soccerway.com (الإنجليزية)